# Hipotecados
Hipotecados es una obra de teatro  de Daniel Desse, estrenada en España en  2004.

## Argumento
Tres amigos festejan la futura compra de un apartamento amientras esperan la llegada de un cuarto amigo, la novia de uno de ellos.De repente el teléfono suena y desde entonces la fiesta termina y comienza el tiempo de los reproches y las verdades.

## Estreno
- Teatro Real Cinema, Madrid, 25 de agosto de 2004.
  - Dirección: Francisco Vidal.
  - Adaptación: Juan José Arteche.
  - Intérpretes: Pedro Osinaga, Manuel Tejada, Remedios Cervantes, Emilio Buale, Emma Bueno.